# 乔治·比沙尔
乔治·比沙尔（法語：Georges Buchard，1893年12月21日—1987年1月22日），法国男子击剑运动员。他曾参加1924年、1928年、1932年和1936年四届夏季奥运会，共收获两枚金牌、三枚银牌和一枚铜牌。